# معاهدة التحالف الثلاثي

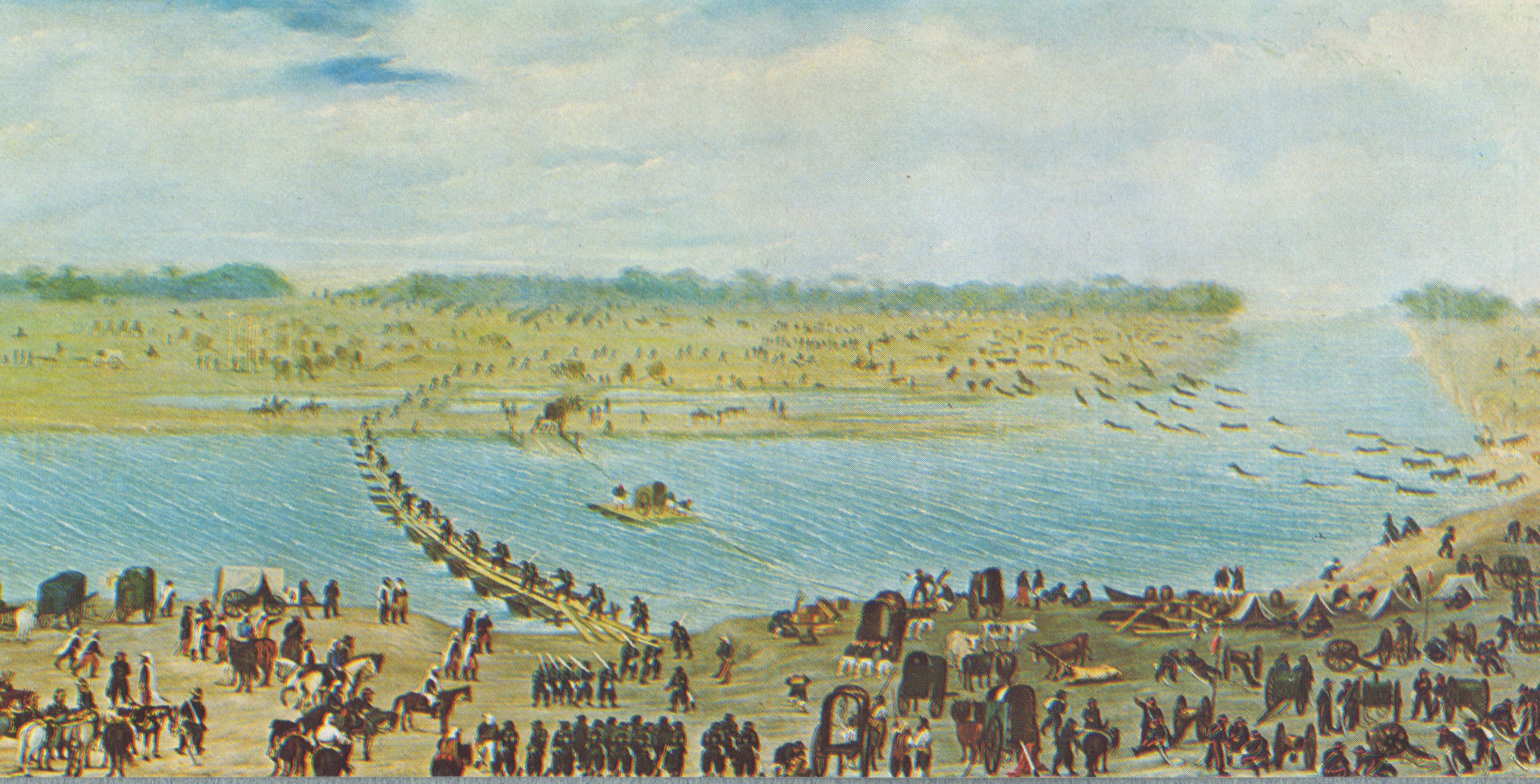

معاهدة التحالف الثلاثي هي المعاهدة التي تحالفت فيها إمبراطورية البرازيل والأرجنتين والأوروغواي ضد باراغواي. جرى التوقيع عليها في عام 1865، بعد اندلاع حرب الباراغواي، وقد تضمّنت موادها (بالإضافة إلى البروتوكول) الإجراءات التي سيتّخذها الحلفاء أثناء الحرب وبعدها. أدّت الحرب إلى ارتكاب ما يعَد شبه إبادة بحق باراغواي.
بعد هزيمة باراغواي (1870)، كانت البرازيل والأرجنتين (اللتان كانتا عدوّتين تقليديتين) على مشارف الحرب المتبادلة مدة 6 سنوات بسبب الوقوع في الخلافات وأوجه سوء الفهم بشأن المعاهدة.

## خلفية الأحداث
على الرغم من أن إمبراطورية البرازيل والأرجنتين كانتا عدوتين تقليديتين، اتّحدتا مع أوروغواي ضد باراغواي في عام 1865. كانت أسباب الحرب مختلفة وكانت نقطة خلافٍ ساخن لدى الكتّاب المعاصرين، لكن تلبيةً لأهداف هذا المقال، قد يكون من الكافي تبيان الوضع الجيوسياسي والسوابق المباشرة للمعاهدة.
في منتصف القرن التاسع عشر، كانت مساحات شاسعة من أمريكا الجنوبية جرداء، وكانت خطوط السكك الحديدية قليلة وقصيرة، ولم تكن الطرقات موجودةً عمليًا. كانت الأنهار الصالحة للملاحة بمثابة «شرايين حيوية». كان نهر بارانا ونهر باراغواي يتمتّعان بأهميةٍ خاصة. باستخدام نظام بارانا باراغواي، أصبح من الممكن للسفن الكبيرة أن تُبحر بطول 1870 ميل (3010 كم) من المنحدر من بوينوس آيرس وصولًا إلى ماتو غروسو البرازيلية. كان هذان النهران يتمتّعان بأهمية بالغة بالنسبة لباراغواي الداخلية وبالنسبة للبرازيل ولتجارة بعض المقاطعات الأرجنتينية أيضًا. ولكن كانت الخلافات سائدةً لفترة طويلة بشأن حرية الملاحة. على سبيل المثال، مارس حاكم مقاطعة بوينوس آيرس خوان مانويل دي روساس -«الذي اعتبر باراغواي مقاطعة ضالّة تنتمي إلى فلك بوينوس آيرس»- ضغطًا في اتجاه المنبع بواسطة تقييد التجارة عبر بارانا السفلى؛ وقيّدت باراغواي التنقّل في نهر باراغواي للضغط على البرازيل.
علاوةً على ذلك، نشب النزاع على أقاليم شاسعة. طالما لم يكن أحد يقطن الحدود فعليًا، باستثناء السكان الأصليين، لم يكن هناك حدود دولية واضحة. كان هناك خلاف على ترسيم الحدود بين البرازيل وباراغواي يعود إلى الحقبة الاستعمارية، وكانت هناك مناطق واسعة في النزاع بين باراغواي والأرجنتين في غران تشاكو وفي إقليم ميسيونيس. ثمّ إنه لم تكن هناك مبادئ واضحة ومقبولة يمكن بموجبها الوصول إلى تسوية، وما من ممارسة ثابتة للتحكيم الدولي. في القانون الدولي، كان النصر في الحرب وسيلةً يُعترف بها لاكتساب الأراضي.

في عام 1855، بدأت باراغواي، إثر المخاوف المبرَّرة وانعدام الثقة من جيرانها، في تطوير حصن هيومايتا الضخم. عقب تشييده بالقرب من مصبّ نهر باراغواي وبعد أن عُرف باسم جبل طارق في أمريكا الجنوبية، شكّل الحصن بوابة إلى البلاد. ومع ذلك، فقد أشعر هذا حكومة باراغواي بأنها غير محصّنة (على نحو خاطئ، كما اتضح فيما بعد)، وتسبّب في إثارة التوتّر مع البرازيل. أوضح المُقدّم جورج تومسون من جيش باراغواي:
«جعلت باراغواي جميع السفن ترسو وتطلب الإذن قبل أن تتمكن من عبور النهر. ولمّا كان هذا الطريق العملي الوحيد الذي يمكن للبرازيل سلكه إلى مقاطعتها ماتو غروسو، فقد رفضت بطبيعة الحال إيقافها على النهر، وراكمت تدريجيًا من مخزوناتها العسكرية الكبيرة في ماتو غروسو، اعتقادًا من البرازيل -مما لا شك فيه- أنه في يوم من الأيام ستدمّر هيومايتا».
بين عامي 1854 و1864، وبإشراف من فرانسيسكو سولانو لوبيز، نجل الرئيس، أقدمت باراغواي على تعزيز قوّاتها العسكرية لأنها اعتقدت أن العالم الخارجي (لا سيما البرازيل والأرجنتين والولايات المتحدة والإمبراطورية البريطانية) لا يظهر احترامًا لها. استوردت باراغواي حوالي 200 تقني أجنبي، معظمهم من البريطانيين، وطوّرت مسبكًا للحديد وترسانة وحوض بناء سفن وتلغرافًا وبنَت سكّةً حديدية. كل هذا التحديث كان عسكريًا. بالإضافة إلى انها استوردت من بريطانيا كادرًا من الفيلق الطبي العسكري الذي درّب طلاب الطب الباراغوانيين. وهكذا أصبحت باراغواي قوّةً إقليمية هامّة. ومع ذلك، كتب جون هويت ويليامز: «إن السرعة المذهلة التي أتمّ بها «تحديث» أمّته وتقويتها أغرت لوبيز لاستعراض عضلاته الجديدة والسعي لدور ناشط متوسّع في القضايا الدولية». أصبح لوبيز حاكم باراغواي في سبتمبر 1862 عقب وفاة والده.